# Lisa Rinna

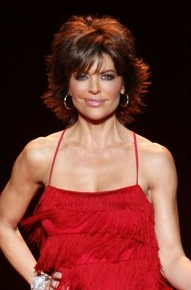
Lisa Rinna (2008)

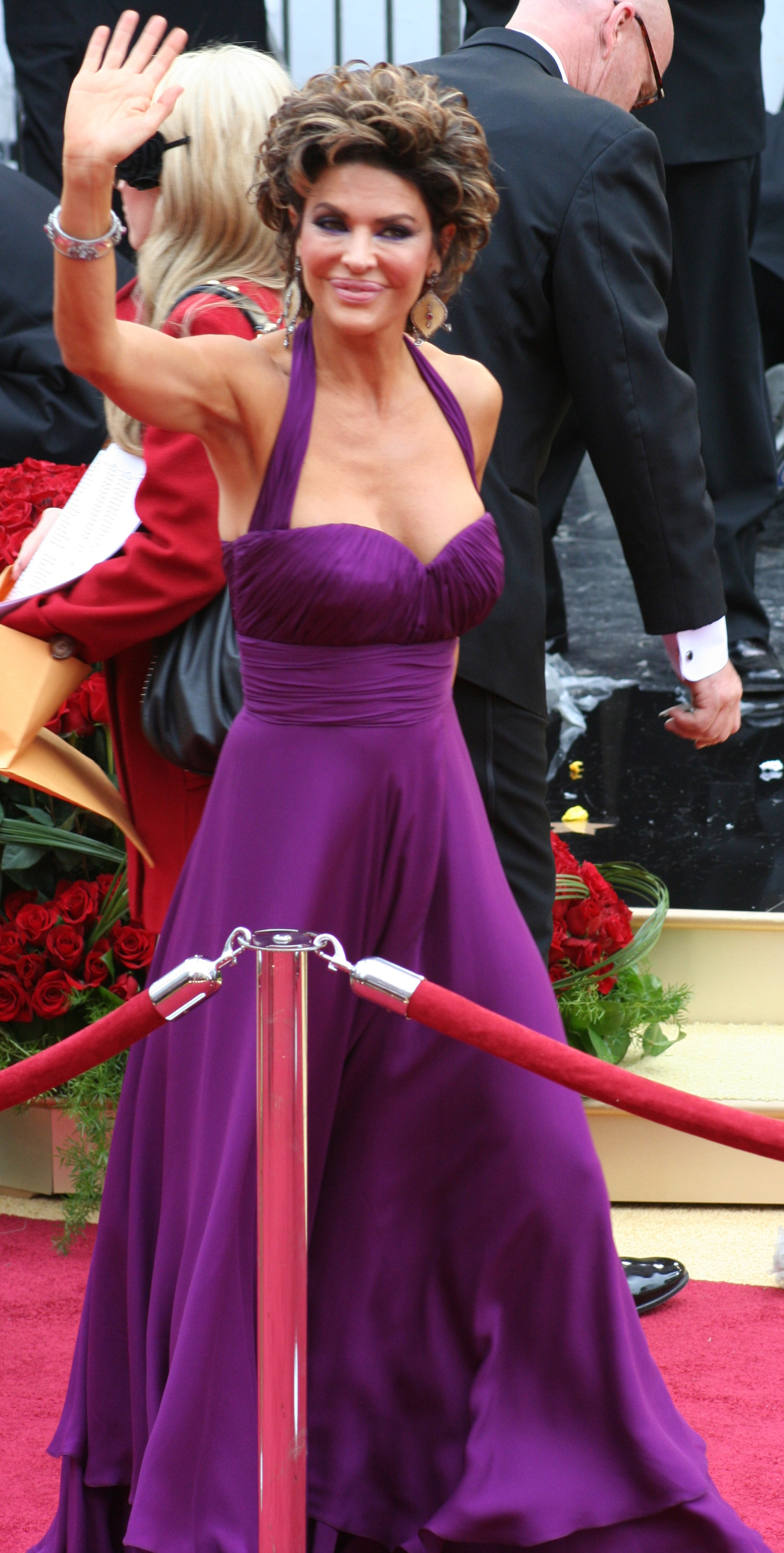
Lisa Rinna bei der 81. Oscarverleihung im Jahr 2009

Lisa Deanna Rinna (* 11. Juli 1963 in Medford, Oregon) ist eine US-amerikanische Schauspielerin und Moderatorin.

## Leben und Karriere
Rinna begann ihre Karriere mit der Rolle der Billie Reed in der US-Seifenoper Zeit der Sehnsucht, die sie von 1992 bis 1995 verkörperte. Kurz nach ihrem Ausstieg aus der Seifenoper erhielt sie mit der Rolle der Taylor McBride, eine Figur, die sie 66 Episoden in der Serie Melrose Place spielen konnte. Als Billie Reed hatte sie seitdem drei weitere Comebacks, und zwar 2002, von 2004 bis 2005 und zuletzt 2012.
2002 übernahm Rinna die Moderation der Sendung Soap Talk, in der sie Schauspieler aus US-Seifenopern interviewte. Dies brachte ihr insgesamt drei Emmy-Nominierungen (2003, 2005, 2006) ein. In der Fernsehserie Veronica Mars spielte sie von 2004 bis 2005 die Rolle der Lynn Echolls.
Von 2014 bis 2022 nahm sie als Selbstdarstellerin eine zentrale Rolle in den Handlungen der Reality-TV Show The Real Housewives of Beverly Hills ein.
Neben ihrer Tätigkeit als Schauspielerin und Moderatorin besitzt Rinna zwei Modeboutiquen in Kalifornien. Rinna ist seit dem 29. März 1997 mit Schauspielkollege Harry Hamlin verheiratet, mit dem sie zwei Töchter (* 1998, 2001) hat. Die jüngere Tochter Amelia Gray ist ein bekanntes Model.

## Filmografie (Auswahl)
- 1989: Fire on Fire (Fairtrade)
- 1991: Küsse und Lügen (Lies Before Kisses)
- seit 1992: Zeit der Sehnsucht (Days of Our Lives, Fernsehserie)
- 1995: Danielle Steel – Verlorene Spuren (Vanished)
- 1996–1998: Melrose Place (Fernsehserie, 66 Episoden)
- 1997: Anleitung zum Mord (Close to Danger)
- 1998: Agent Nick Fury – Einsatz in Berlin (Nick Fury: Agent of S.H.I.E.L.D.)
- 2000: Der Mann der Anderen (Another Woman's Husband)
- 2001: Good Advice – Guter Rat ist teuer (Good Advice)
- 2001: Lügen, Sex und Leidenschaft (Sex, Lies & Obsession)
- 2002–2006: Soap Talk
- 2004–2005: Veronica Mars (Fernsehserie, 3 Folgen)
- 2005: Zwei Superbabies starten durch (Oh, Baby)
- 2008: Hannah Montana (Fernsehserie, Episode 3x05)
- 2010: Community (Fernsehserie, Episode 1x22)
- 2011: Big Time Rush (Fernsehserie, Episode 2x18)
- 2014: Awkward – Mein sogenanntes Leben (Awkward, Fernsehserie, Episode 4x10)
- 2014–2022: The Real Housewives of Beverly Hills (Fernsehserie, 158 Episodes)
- 2015: CSI: Vegas (Fernsehserie, Episode 15x17)
- 2015: The Middle (Fernsehserie, Episode 9x03)
- 2021: Der Therapeut von nebenan (The Shrink Next Door, Fernsehserie, Episode 1x01)